# Biserica evanghelică din Prod

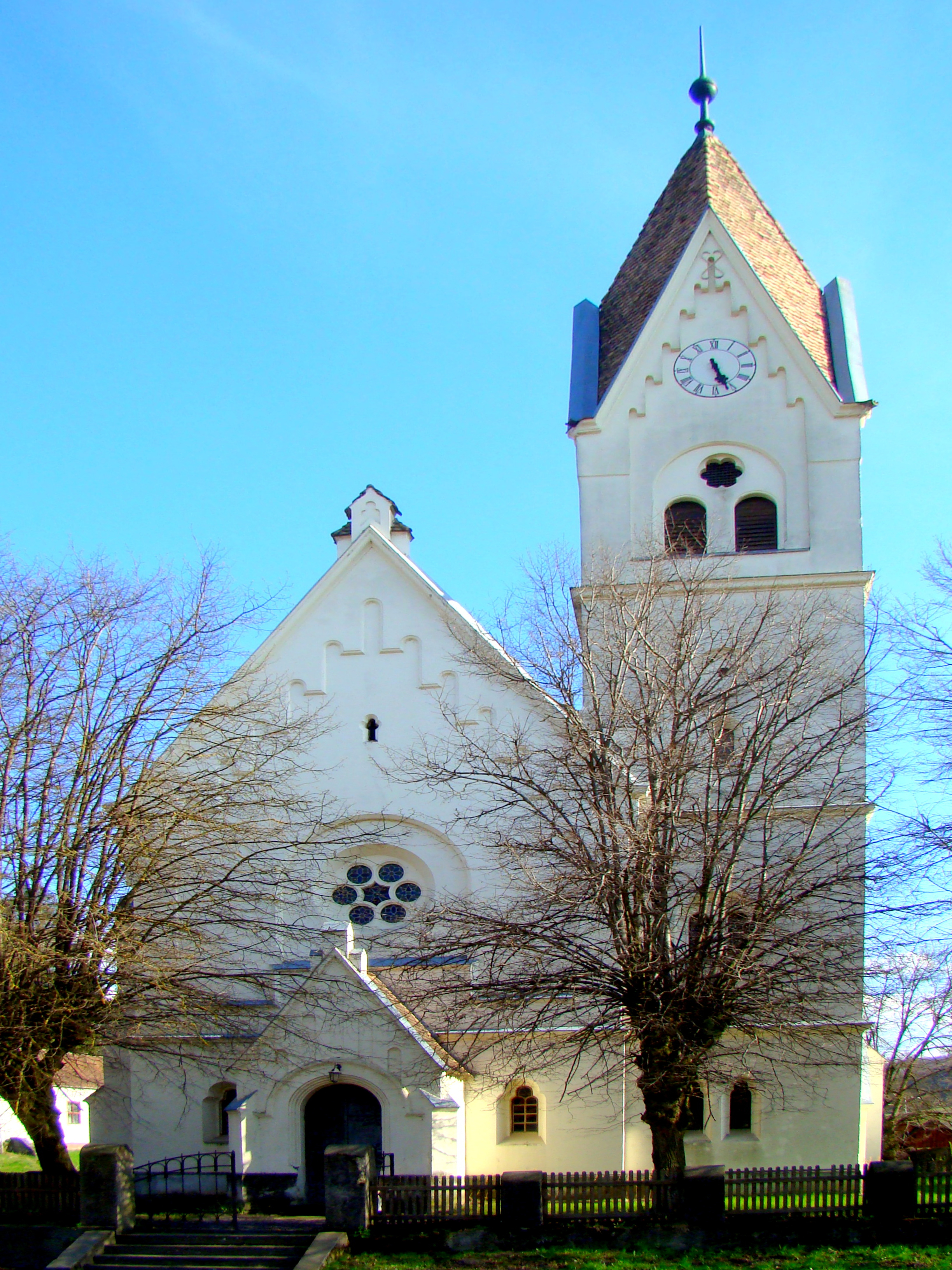
Biserica evanghelică din Prod, comuna Hoghilag, județul Sibiu (aprilie 2021)

Biserica evanghelică este un lăcaș de cult aflat pe teritoriul satului Prod, comuna Hoghilag, județul Sibiu. A fost construită în anul 1904, înlocuind vechea biserică medievală.

## Localitatea
Prod, mai demult Prud (în dialectul săsesc Prudn, în germană Pruden, Proden, în maghiară Prod, Pród) este un sat în comuna Hoghilag din județul Sibiu, Transilvania, România. Anul primei mențiuni documentare este 1263.

## Biserica
Biserica medievală a localității Prod a fost o construcție în stil gotic, fără turn, fortificată în anul 1508. În 1902 a fost demolată și înlocuită de actuala biserică, ridicată în anul 1904, în stil neogotic. 
Altarul a fost preluat de la ctitoria anterioară, fiind construit în perioada 1780-1781, în stil baroc. În centrul lui este reprezentat Hristos pe cruce, în timp ce statuile laterale îi înfățișează pe profetul Moise și apostolul Pavel. Tabloul frontal al altarului este opera pictorului Arthur Coulin din 1906.

## Imagini din exterior

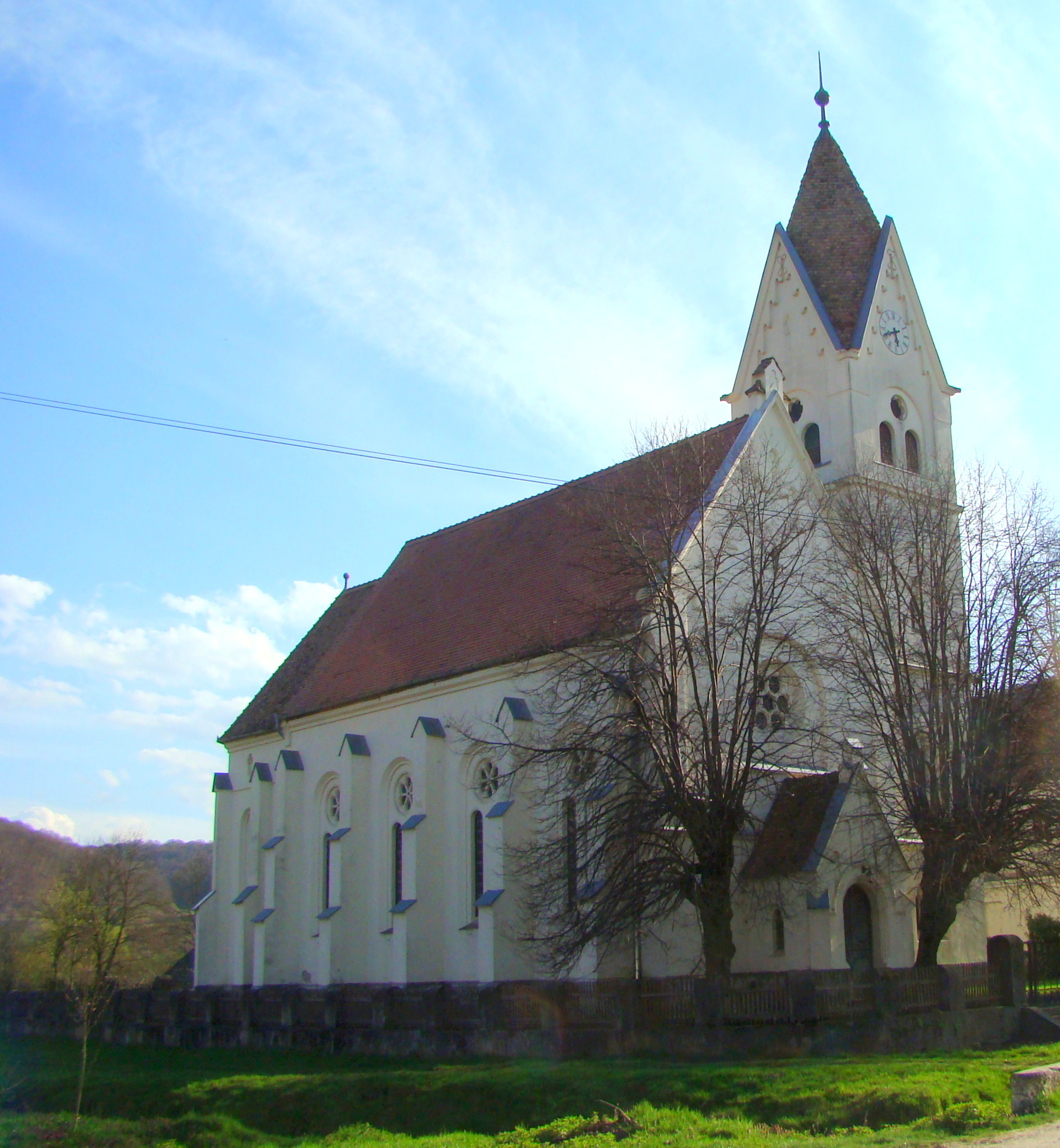
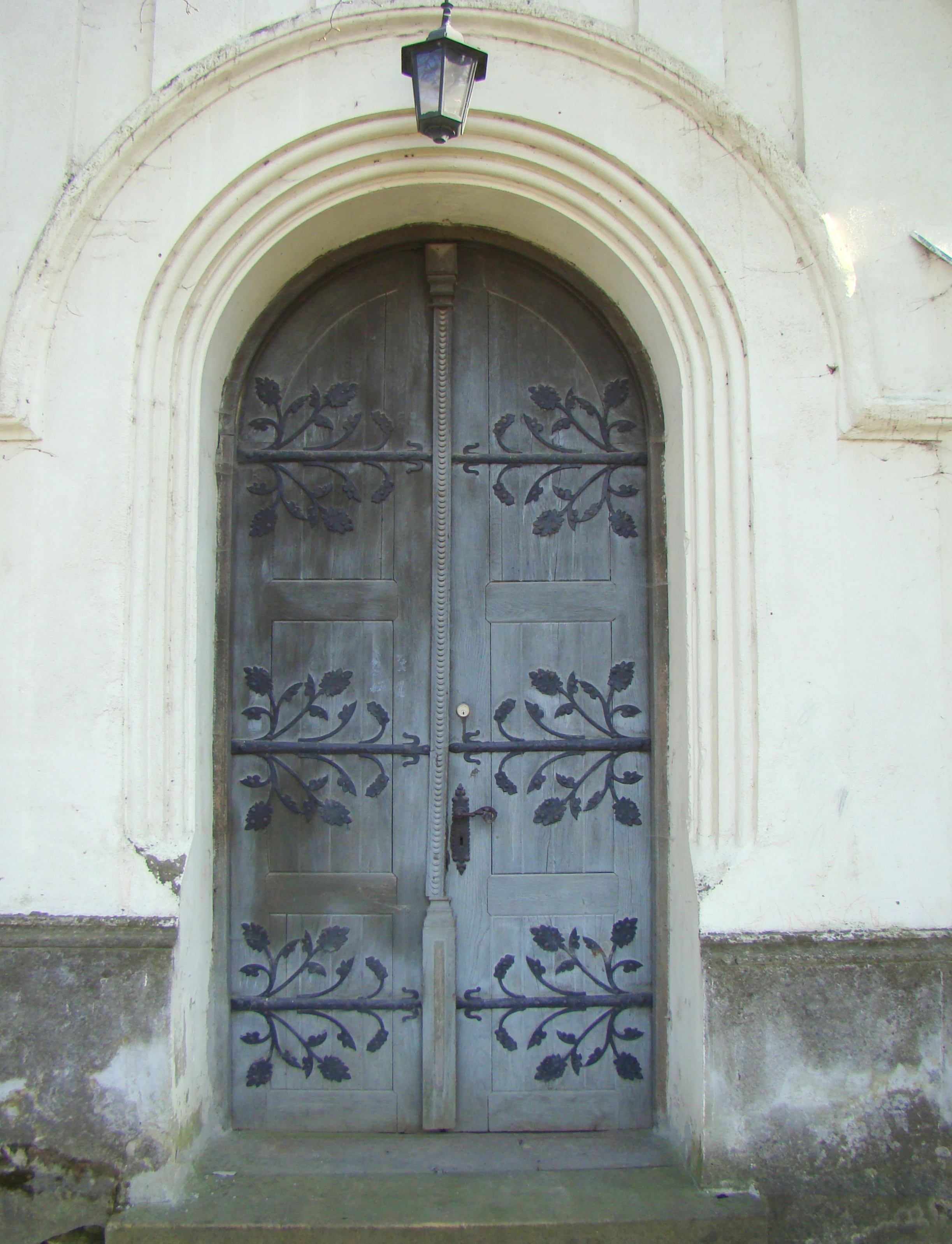
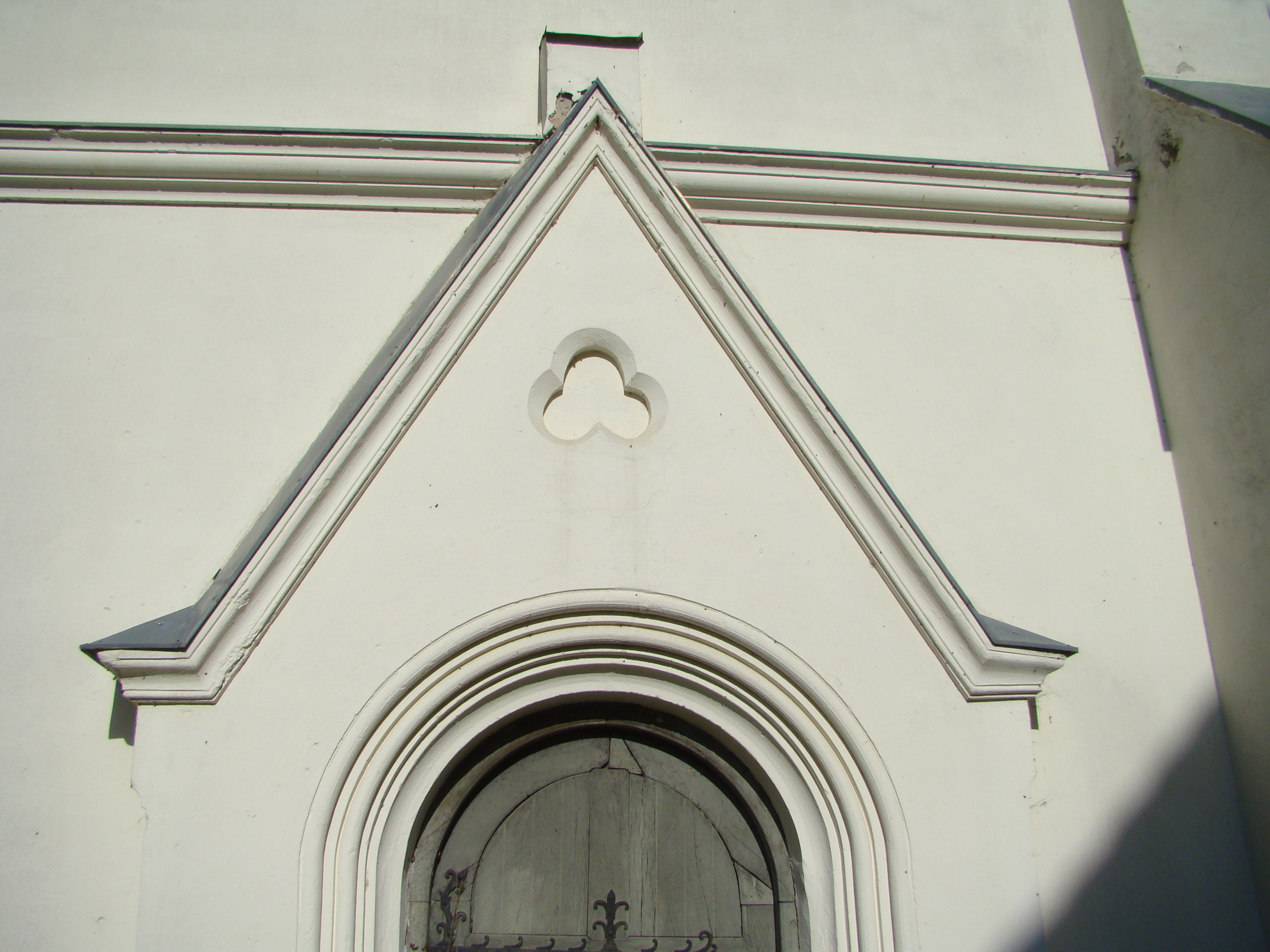
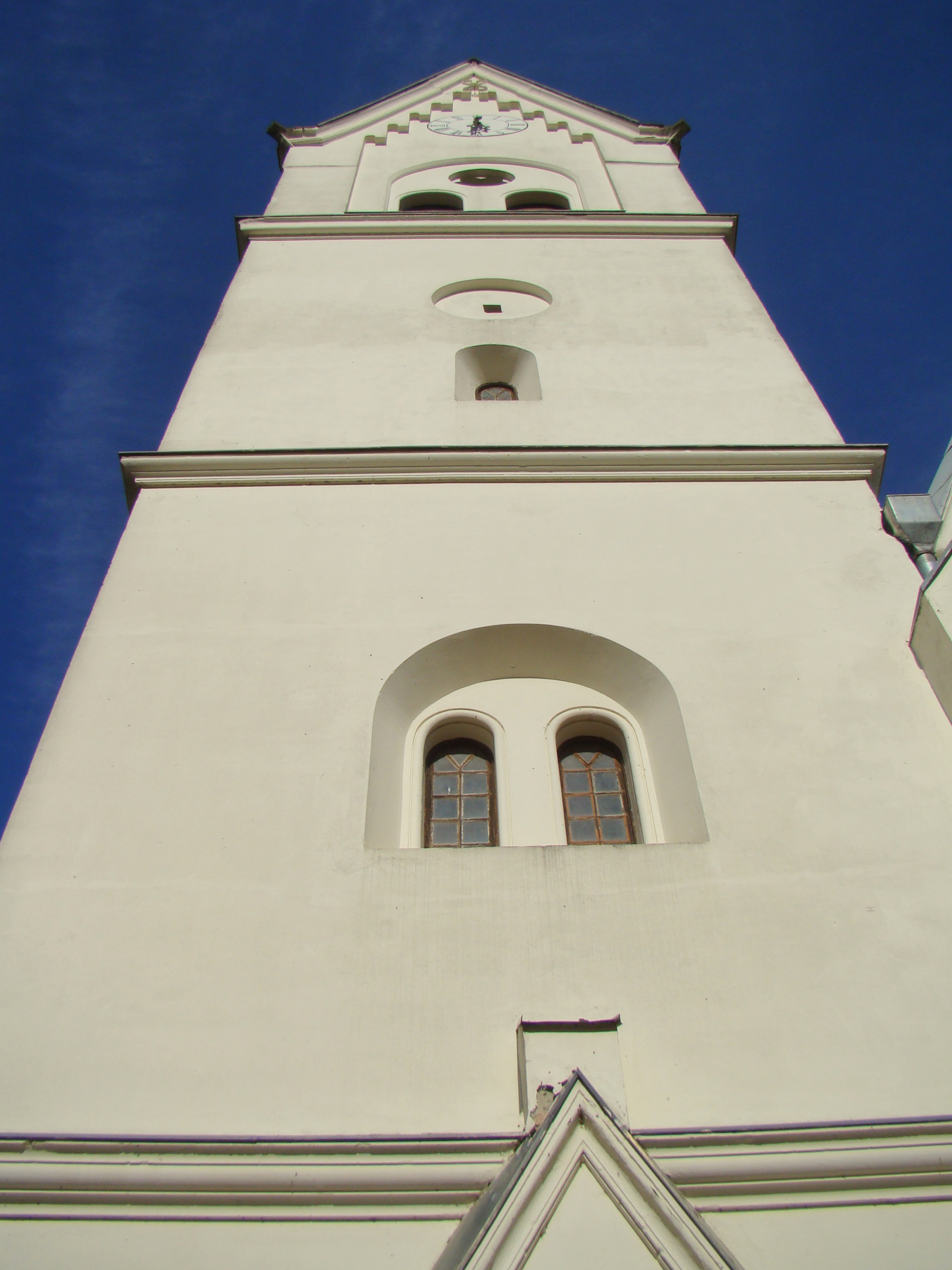
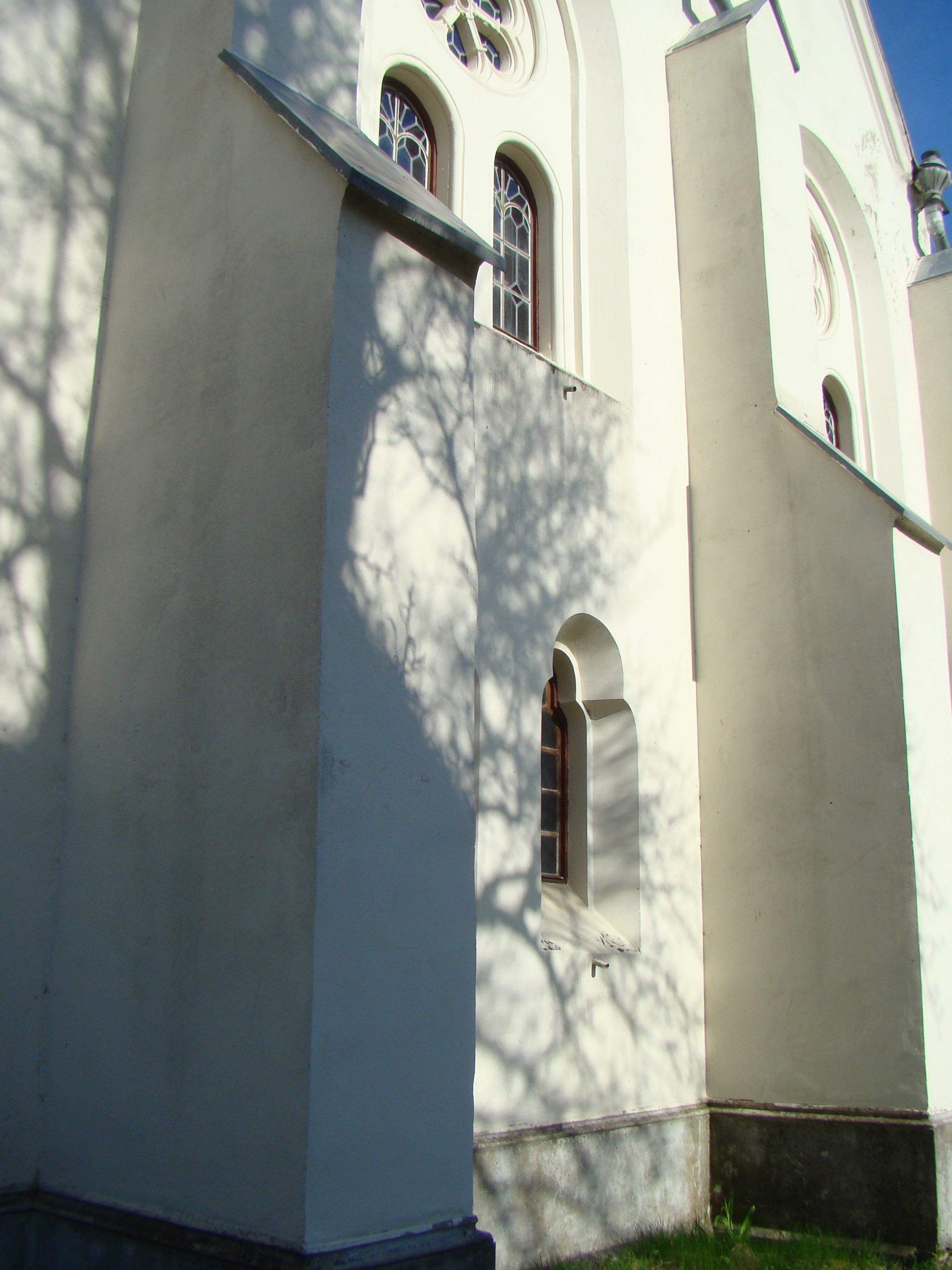
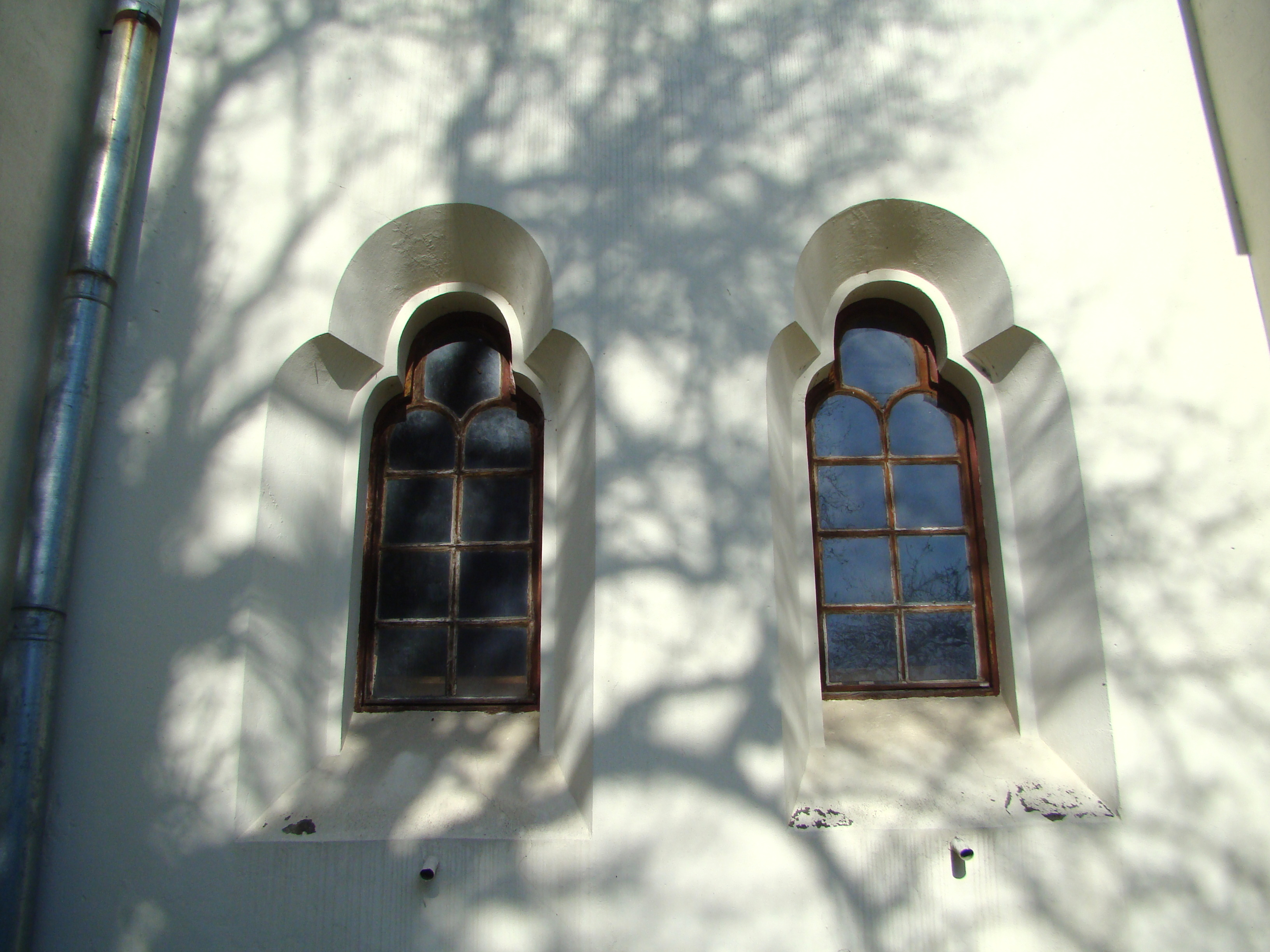
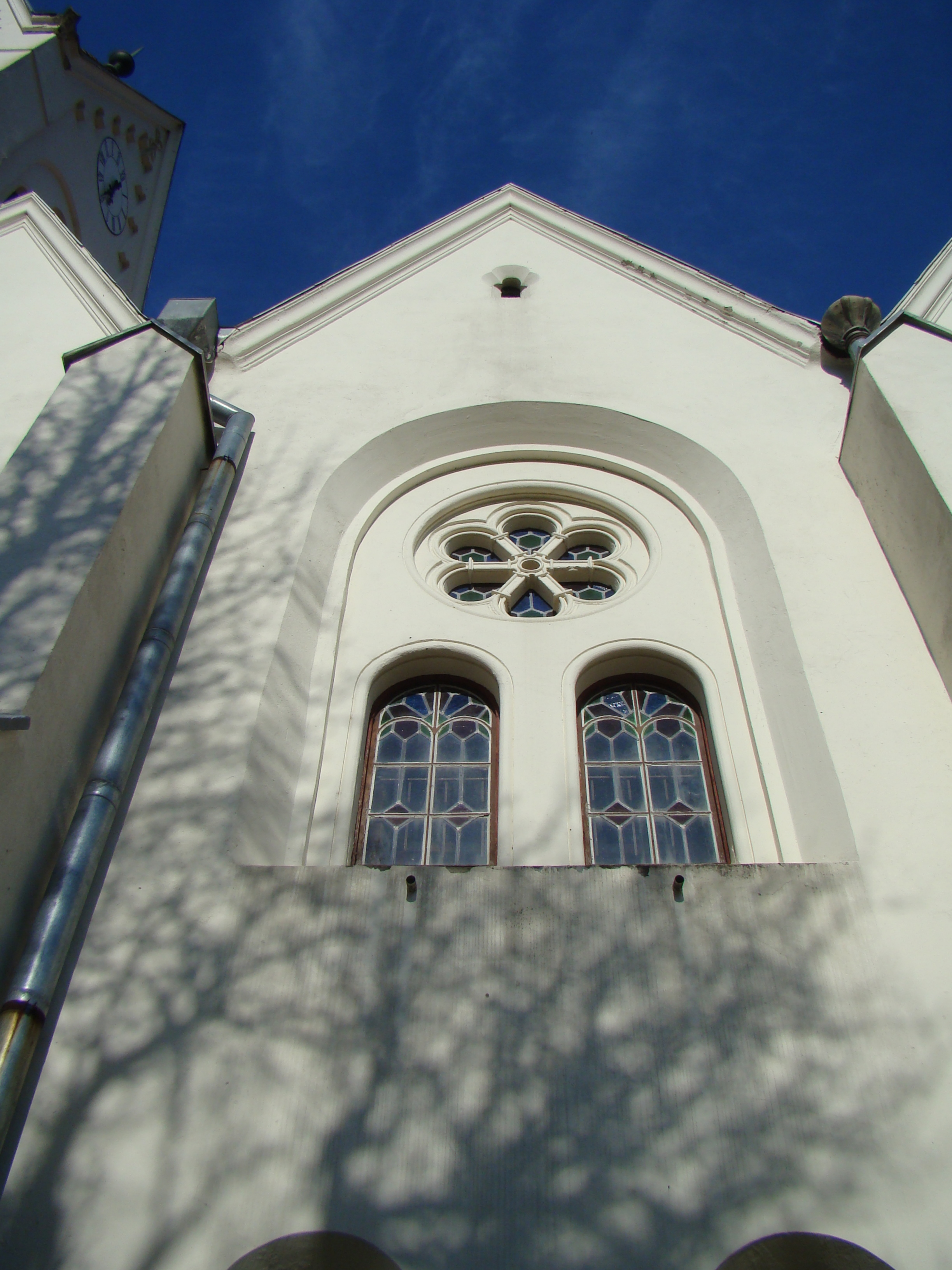
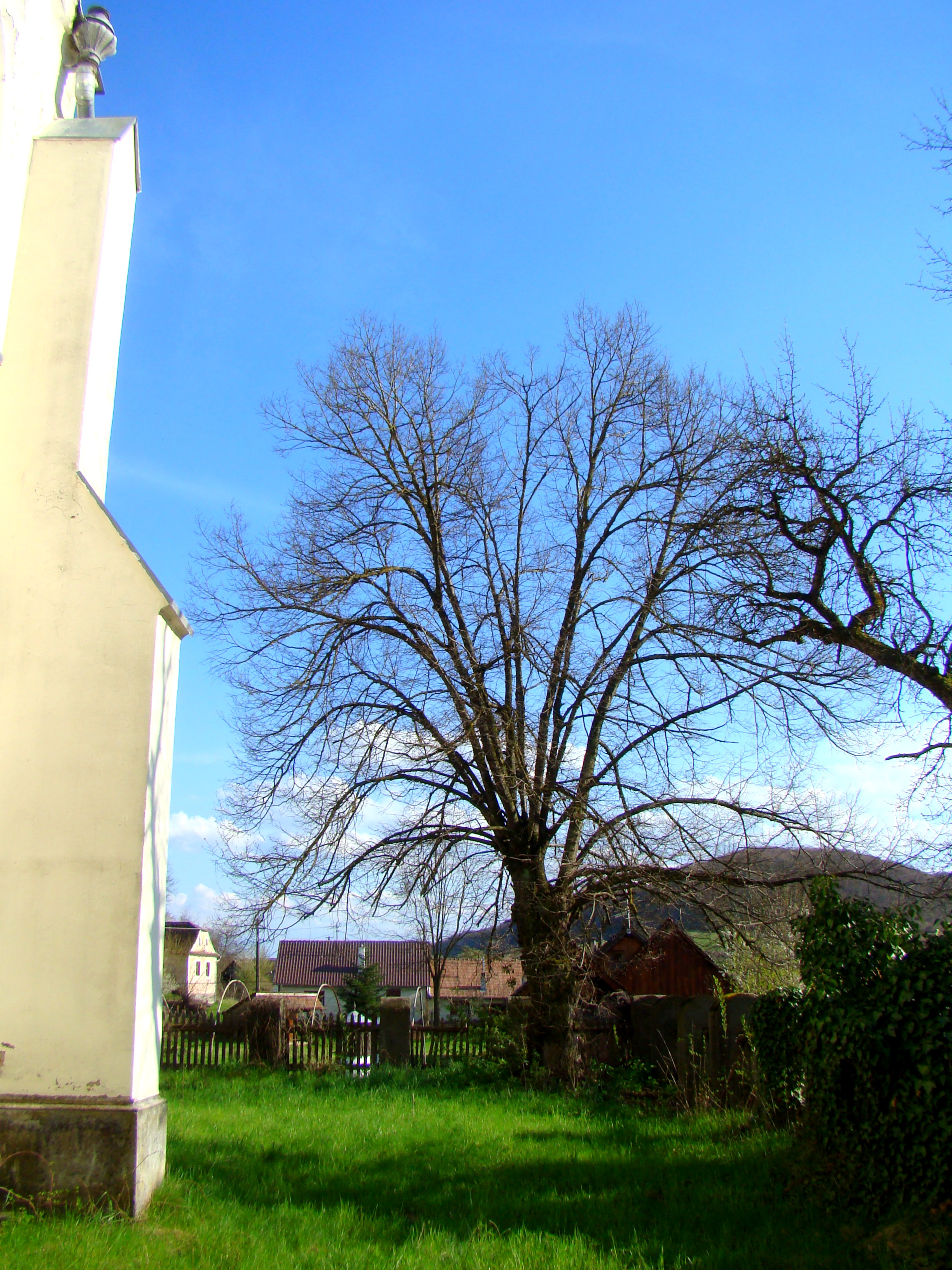
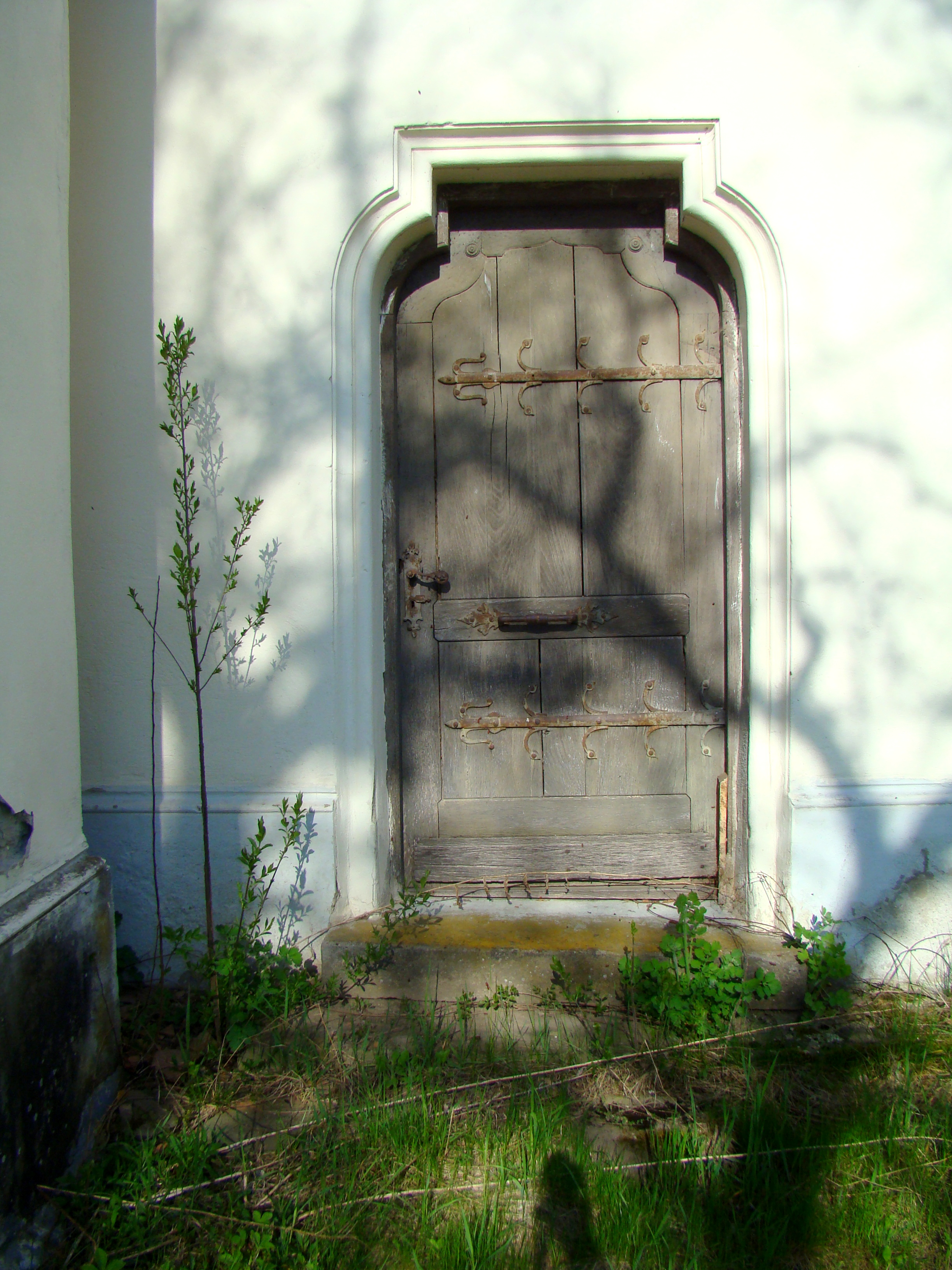
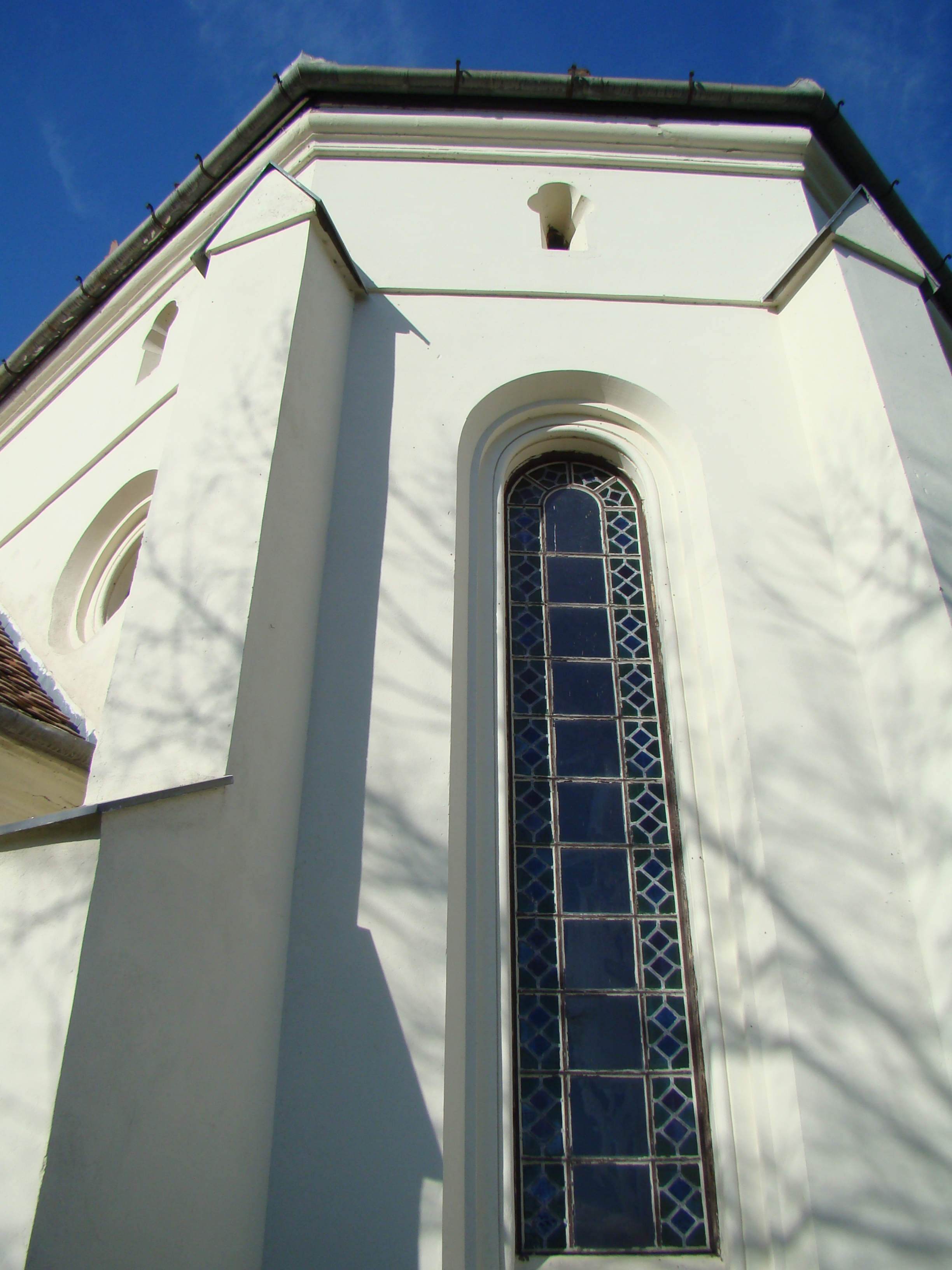
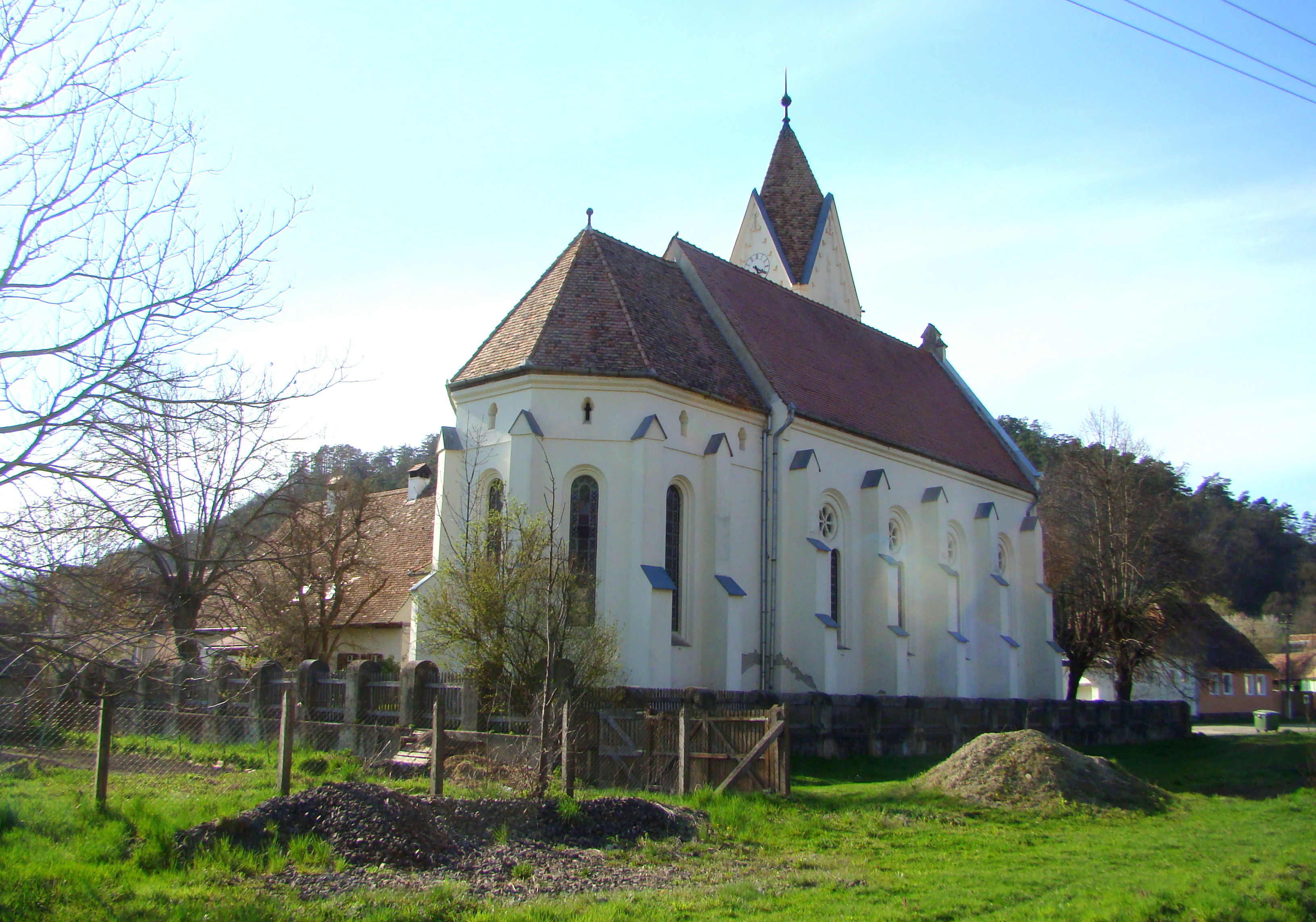
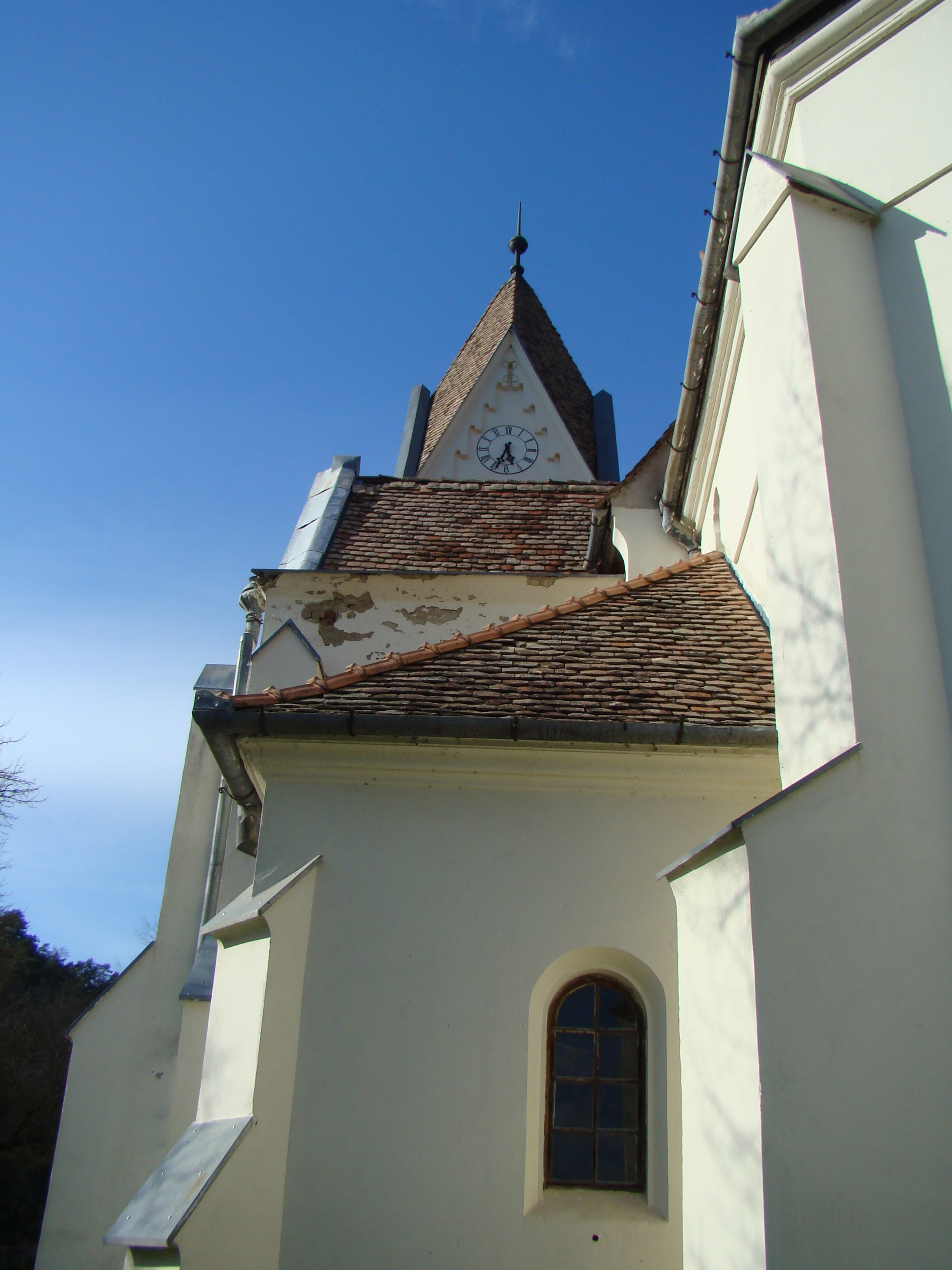
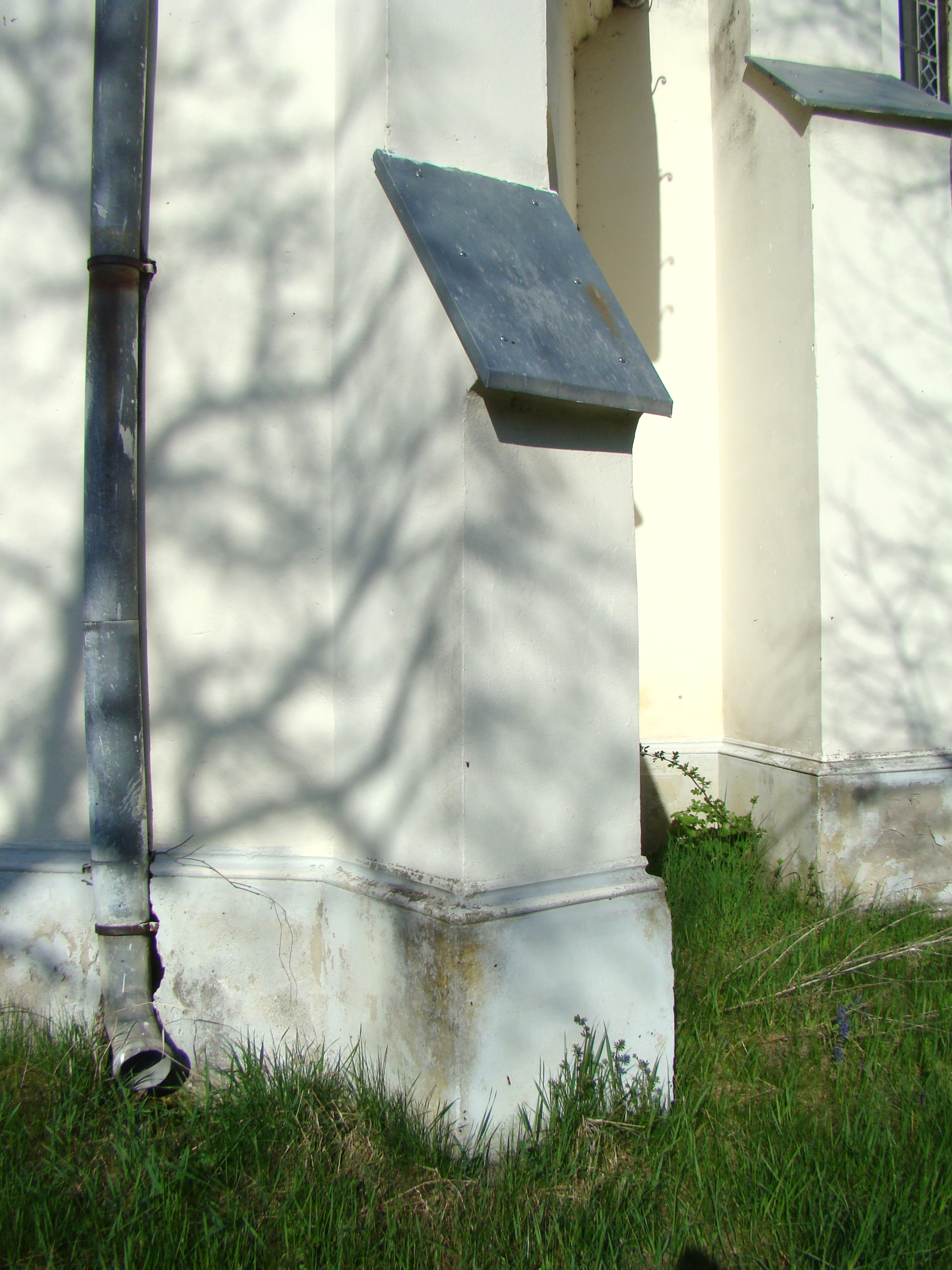
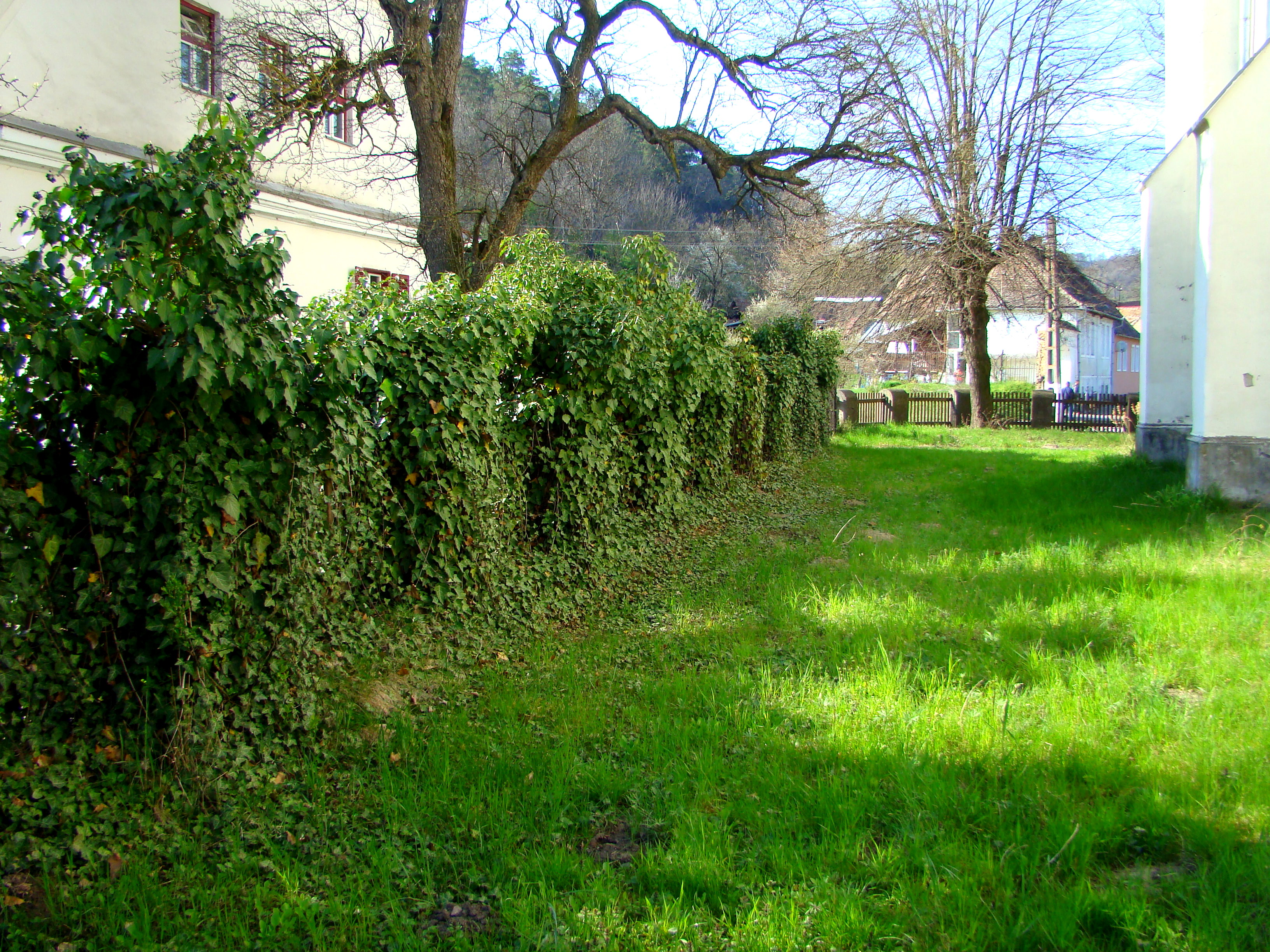
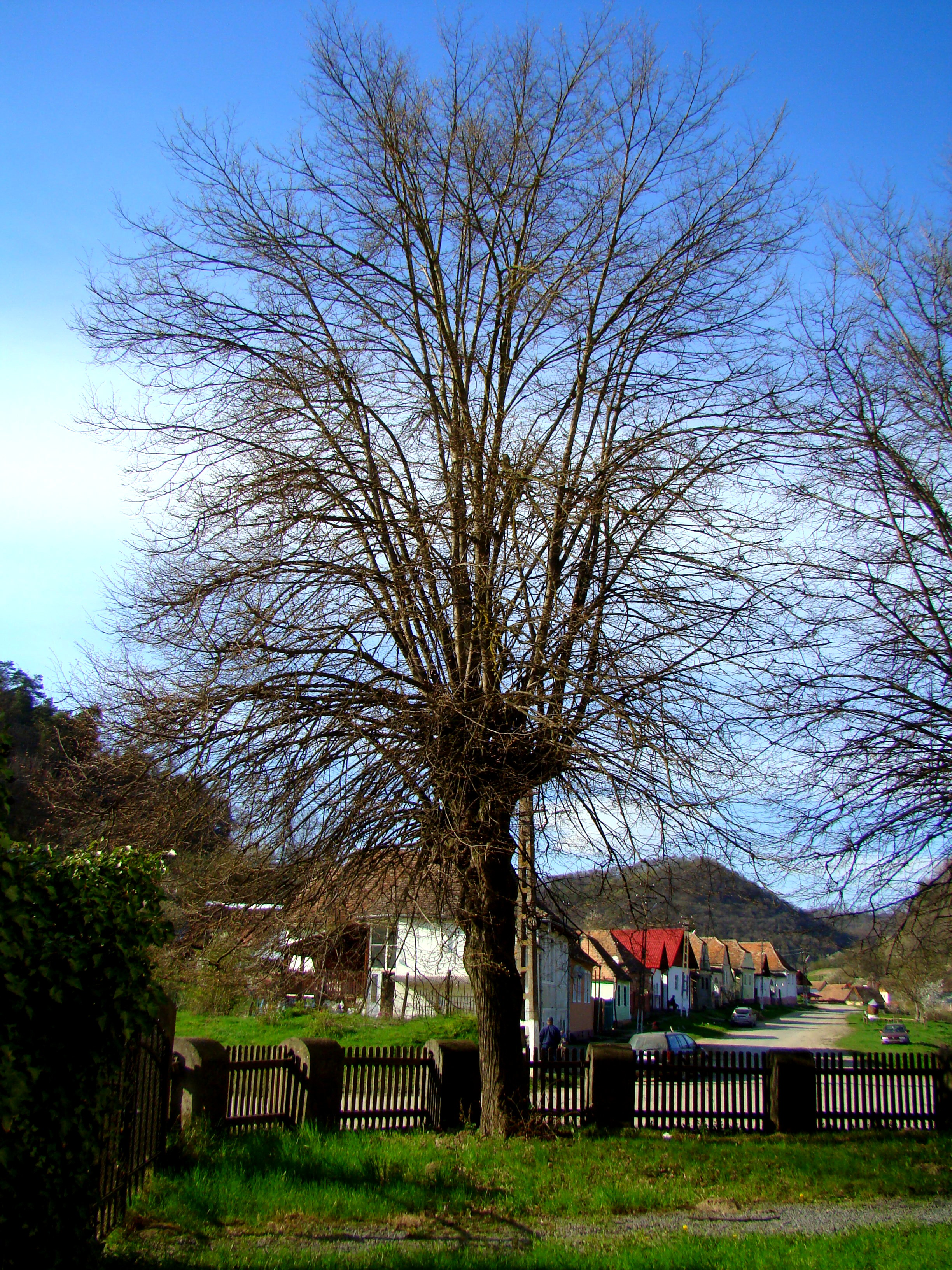
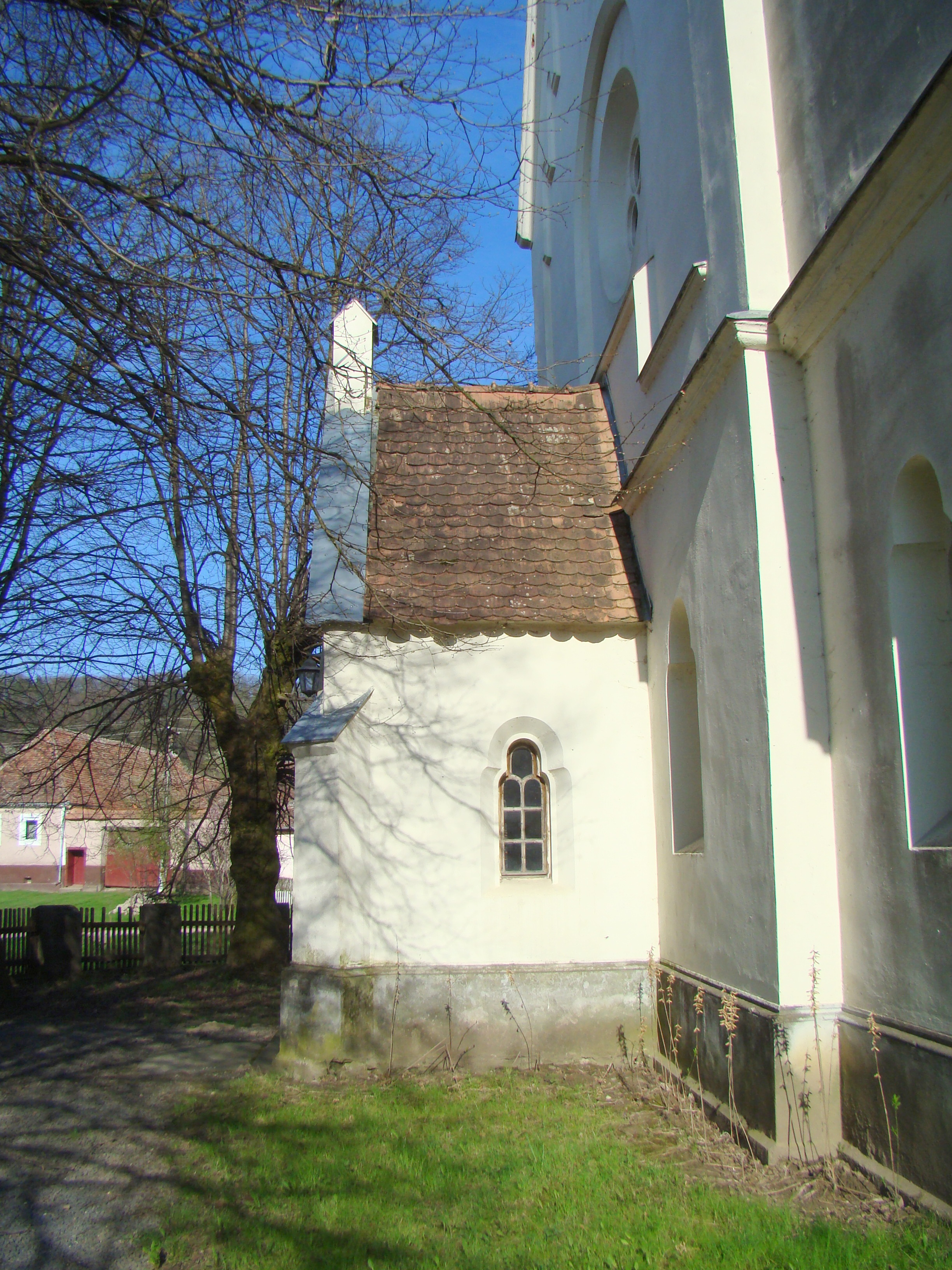
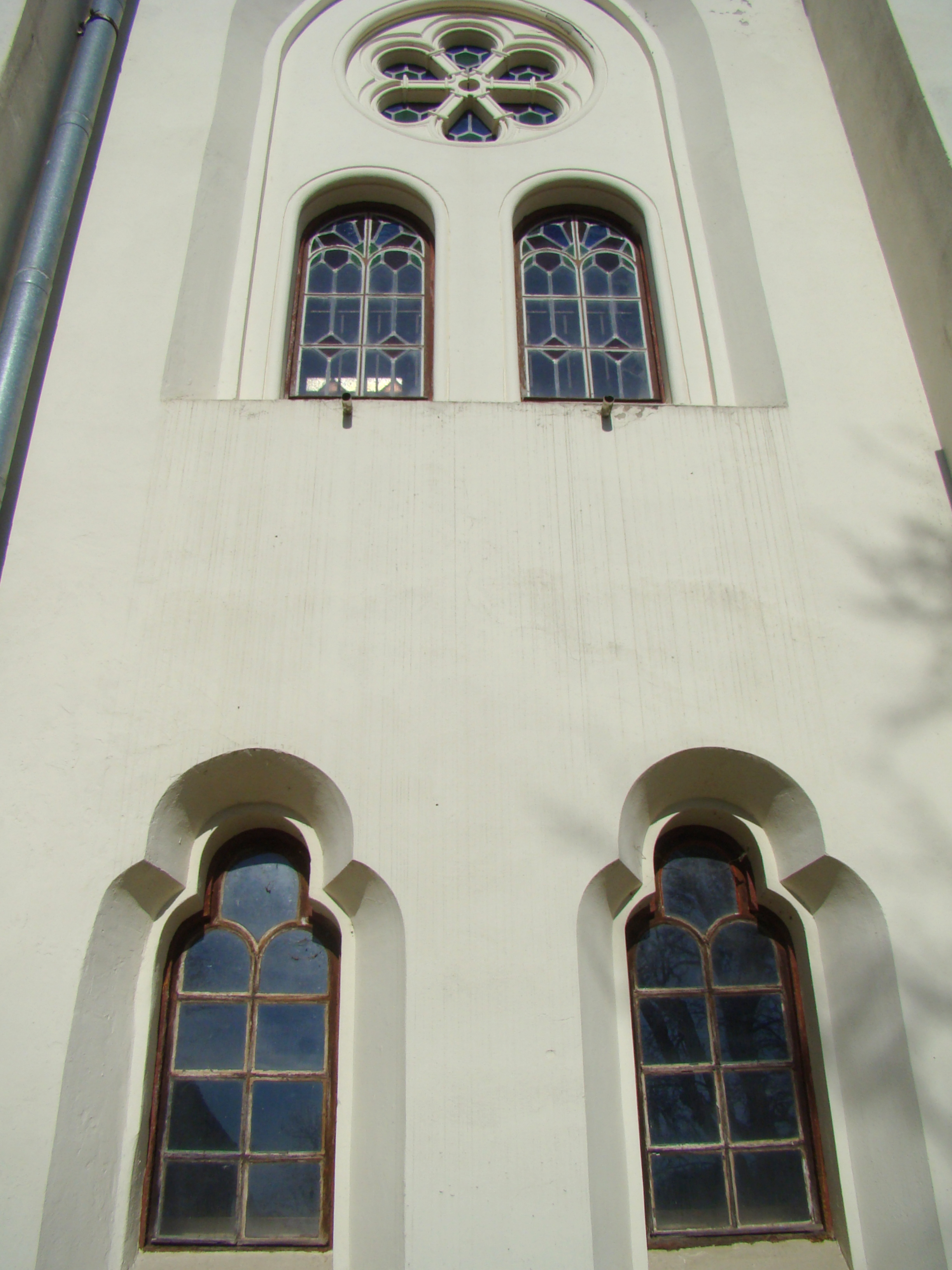
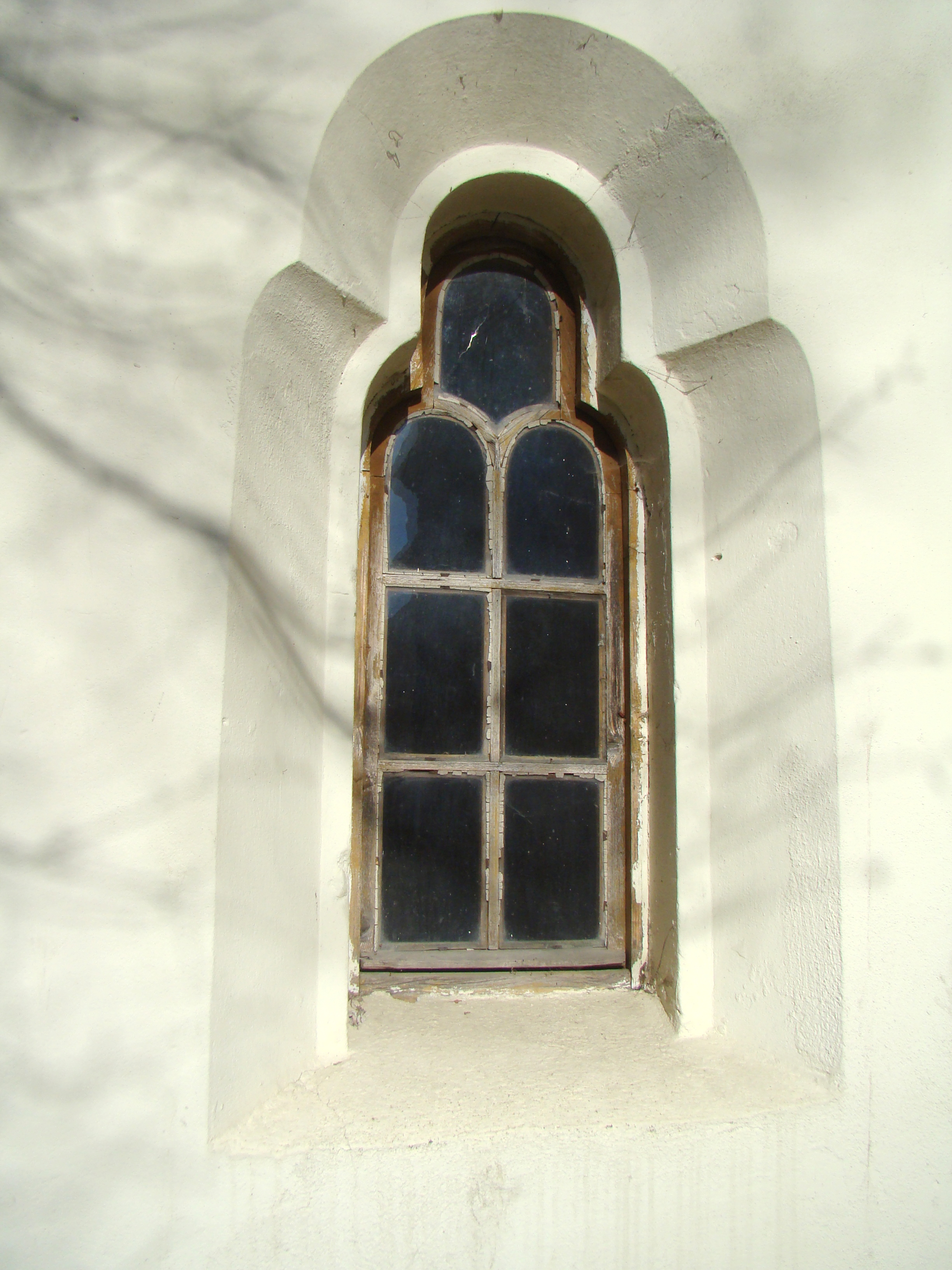
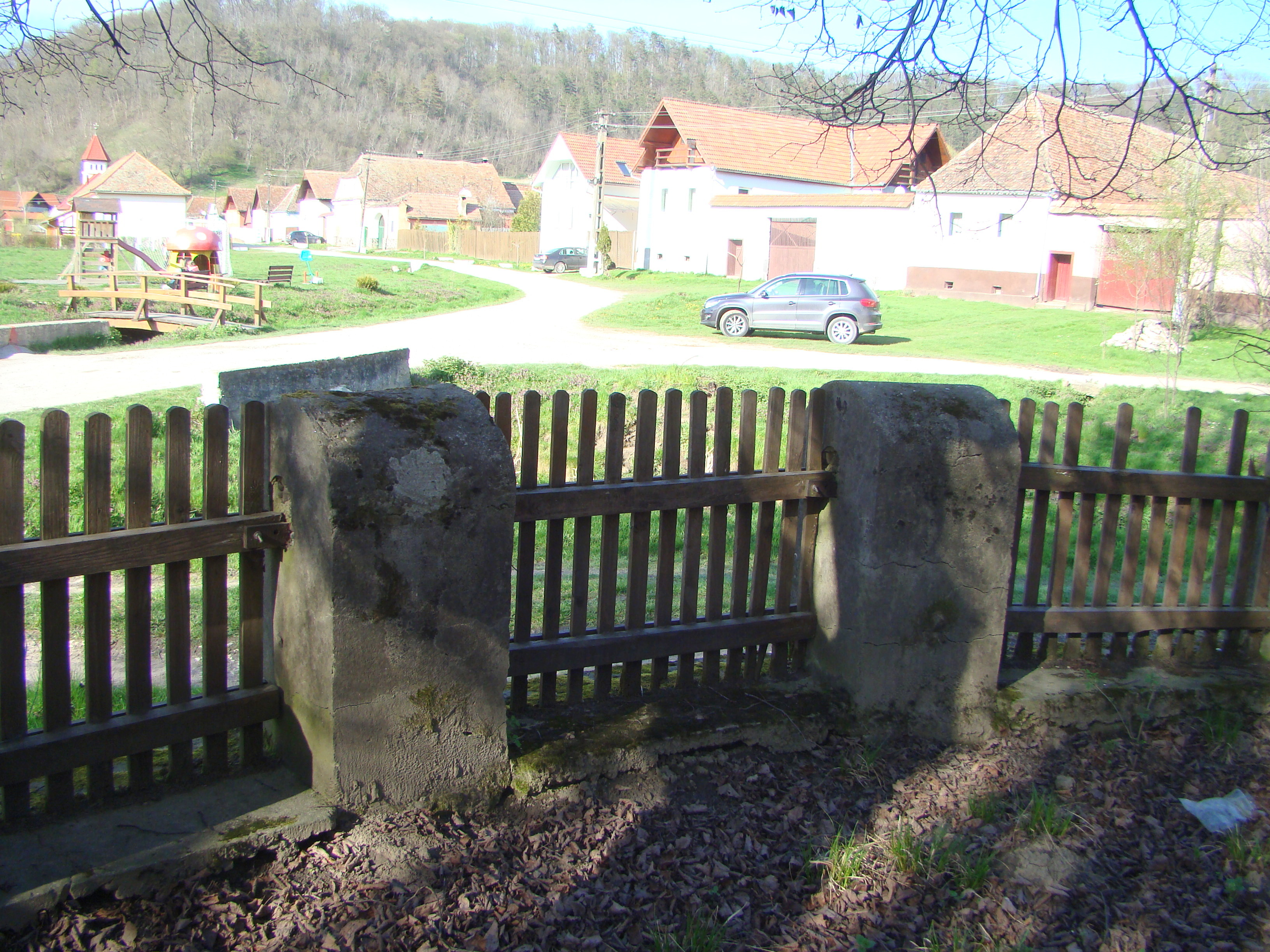
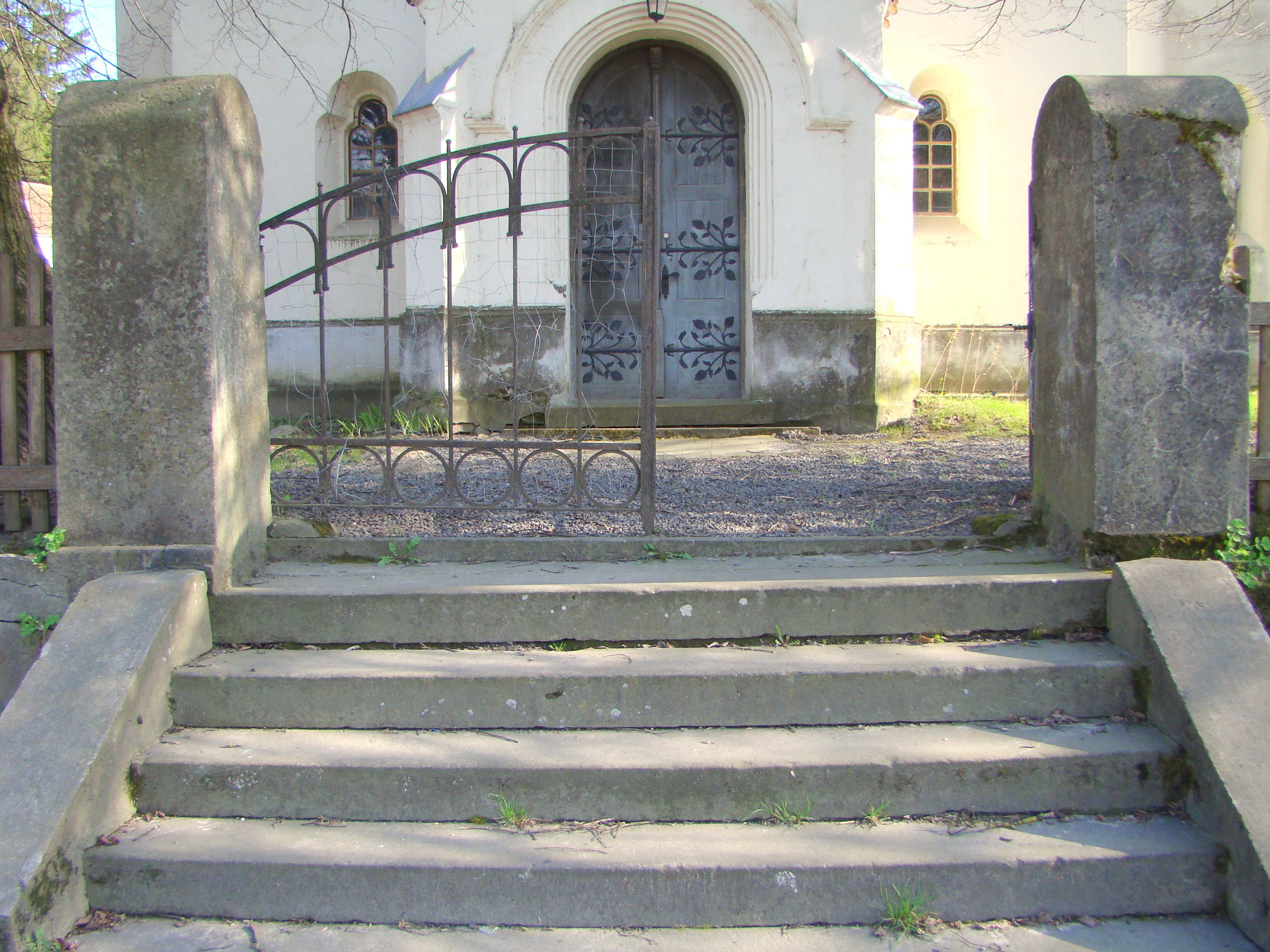
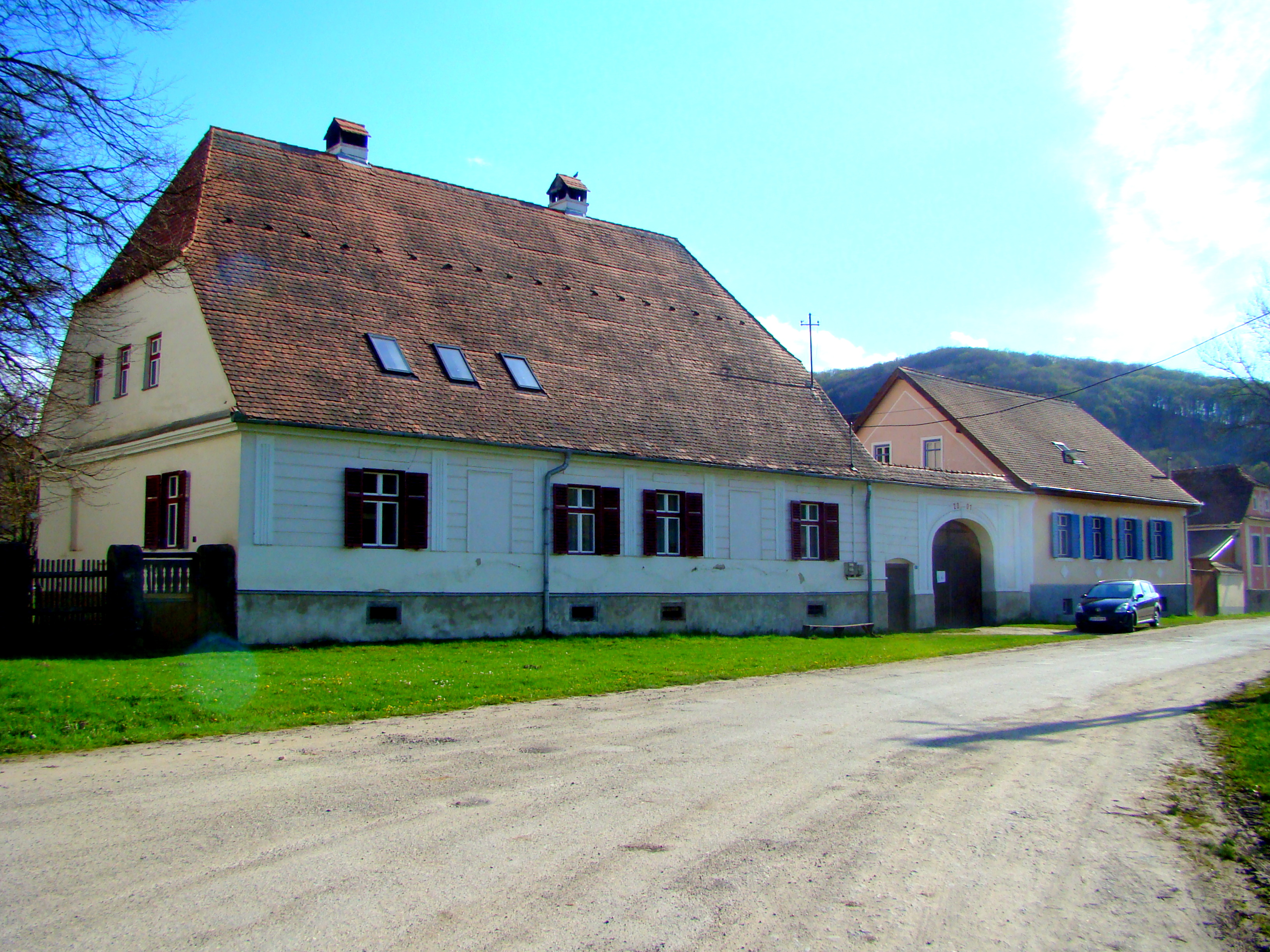

## Vezi și
- Prod, Sibiu